# D-Day (gra komputerowa)
D-Day – komputerowa strategiczna gra czasu rzeczywistego wyprodukowana przez węgierskie studio Digital Reality oraz wydana przez Monte Cristo i Digital Jesters na platformę PC 6 czerwca 2004 roku, w rocznicę rozpoczęcia Operacji Overlord.

## Fabuła
Akcja gry ma miejsce w trakcie lądowania w Normandii podczas II wojny światowej.

## Rozgrywka
Gra została podzielona na trzy kampanie o trzech poziomach trudności, na każdą składają się po cztery misje, a także tryb wolnych scenariuszy, gdzie gracz może testować broń. Podejmowane decyzje mają wpływ na dalsze losy rozgrywki. W grze zawartych zostało około 60 jednostek.
W grze zwarty został tryb gry wieloosobowej umożliwiający grę w sieci lokalnej lub przez Internet.

## Produkcja
Gra powstała przy wsparciu stowarzyszenia Normandie Mémoire.